# Церковь Успения Пресвятой Богородицы в селе Густомесово
Церковь Успения Богородицы находится в селе Густомесово Красносельского района Костромской области (Сидоровское сельское поселение).
Село первый раз упоминается в писцовой книге 1679—1680 годов. Селение вплоть до начала XX века имело два названия — «Густомесовская слобода» и «Рыбацкая слобода». Этимология «Густомесово» неизвестна, возможно, прозвище Густомес носил первый поселенец.
Густомесово, вероятно, являлось дворцовой слободой, а задачей его жителей была поставка рыбы на нужды дворцового ведомства. В составе дворцовой Сидоровской волости слобода находилась вплоть до 1767 года, когда императрица Екатерина II пожаловала волость с центром в с. Сидоровском графу В. Г. Орлову. После его кончины владельцем был зять графа Орлова Н. И. Панин, а затем его сын В. Н, Панин.

## История
В конце XIX века жители решили построить у себя свой храм и образовать самостоятельный приход (до этого слобода входила в состав прихода Успенской церкви с. Яблонной Пустыни). В слободе уже имелась деревянная часовня, однако данных о ее посвящении нет. Храм был возведен в 1897—1906 усердием прихожан и жертвователей, в том числе при помощи московской купчихи Е. С. Ляминой. Елизавета Семеновна Лямина была дочерью С. С. Лепешкина, московского городского головы, и женой Ивана Артемьевича Лямина, владельца одного из крупнейших в России бумагопрядильного и ткацкого производства. Лямины жертвовали большие средства на строительство храмов, больниц, приютов для детей и домов престарелых, поэтому не исключено, что сама Елизавета Семеновна принимала активное участие в строительстве. Среди других жертвователей — Иван Васильевич Ульянов — уроженец Густомесова, московский купец А. И. Ляпин и плесский мещанин Афанасий Федорович Зеленов2.
Первый настоятелем по указу епископа Тихона в 1906 г. стал Андрей Смирнов — заштатный священник с. Владычное.
Храм не перестраивался и не закрывался.

## Архитектура
Архитектор храма точно нам не известен, полагают, что им мог быть костромской городской архитектор Н. И. Горлицын. Как бы то ни было, автор проекта был осведомлен о господствующих тенденциях в архитектуре того времени.
Храм — центрический и бесстолпный, имеет цилиндрическую форму. За счет средней апсиды и западной стороны, несколько вынесенных вперед, храм вытянут по продольной оси, а выступы боковых фасадов четверика с дугообразными скруглениями в центре придают ему крестообразность. Храм имеет пирамидальную композицию: на восьмигранном световом барабане находится шатер с луковичной чешуйчатой главкой, на четырех углах — луковичные главки на глухих барабанах. Переход от барабана к шатру оформлен кокошниками, расположенными в два ряда, один за другим. Над западным притвором находится двухпролётная звонница псковского типа на прямоугольном в плане постаменте и с завершением в виде небольшого шатра. Между арками звонницы выложен шестиконечный крест. Весь храм окружен единым карнизом, арки звонницы имеют профилированные архивольты. Высота боковых ризалитов, апсид и четверика равна, за счет чего здание выглядит пропорционально сбалансированным.
Достаточно тяжелый массив выдерживает железобетонная конструкция свода из перекрещивающихся арок. Официально на территории Российской империи железобетон был введен в строительство только в 1899 году, а значит храм Успения представляет собой образец архитектуры с использованием новых технологий строительства.
Вопрос стиля памятника очень интересен. Конец XIX века — время коренных изменений в обществе, когда и перед искусством стояли важные вопросы — необходимо было понять, что такое истинный русский национальный стиль в архитектуре, отбросив византийские и западные влияния. Чисто механическая связь между компонентами архитектурного организма — основной метод того времени. Отказавшись от ордера как от определяющего элемента, архитекторы занялись поиском и синтезом новых деталей, которые могли стать той самой образующей частью здания.
Владимир Иванович Даль утверждал, что нужно обратиться к шатровому зодчеству, что именно там есть русская самобытность и рациональность. И хотя сейчас спорят о том, насколько шатер национален, тогда в качестве одного из образцов была избрана шатровая архитектура, а прототипами — храм Василия Блаженного в Кремле и церковь Троицы Живоначальной в Останкине. Особое внимание было уделено именно архитектуре XVI—XVII веков, в том числе ярославскому узорочью. Русский национальный стиль получил широкое распространение как и в России, так и в Европе.
Очевидно, шатер и является определяющим элементом в архитектуре храма Успения — с южной стороны звонница над притвором отчасти закрывает основной барабан, храм сплачивается вокруг центрального объема и стремится вверх. С других сторон видна и крыши, и световой барабан — центральный шатер становится единственной доминантой, другие объемы складываются в самостоятельный ансамбль.

## Интерьер
Надпись на западной стене говорит о росписи храма, выполненной мастером из посада Большие Соли Леонидом Константиновичем Исаковым в 1911 г. Сейчас роспись забелена.
Иконостас невысокий, трёхчиновый, имеет два яруса. Синий с посеребренными деталями, ряды икон разграничены декоративными резными фризами, сами иконы разделены золочёными колонками с кубышками в нижней части и капителями, имеющих форму куба. Аналогичны по стилистике и киоты в боковых притворах. Паникадило в русском стиле украшено эмалевыми медальонами с изображением святых. В храме сохранился каменный резной напрестольный крест, предположительно 17 в., перенесённый сюда из деревянной часовни в д. Орлец под Густомесовым.
В интерьере особый интерес представляет конструкция сводов — система перекрещивающихся арок.